# تشارلز أرشيبالد نيكولز
تشارلز أرشيبالد نيكولز هو سياسي أمريكي، ولد في 25 أغسطس 1876 في مدينة بوين في الولايات المتحدة، وتوفي في 25 أبريل 1920 في واشنطن العاصمة في الولايات المتحدة. نشط حزبياً في الحزب الجمهوري. وقد انتخب عضو مجلس النواب الأمريكي ‏.